# Rennrodel-Weltmeisterschaften 1993
Die 29. Rennrodel-Weltmeisterschaften 1993 fanden im Februar 1993 im kanadischen Calgary statt.

## Einsitzer der Frauen
| Platz | Land | Sportlerin          | Zeit     |
| ----- | ---- | ------------------- | -------- |
| 1     | ITA  | Gerda Weißensteiner | 1:30,445 |
| 2     | GER  | Gabriele Kohlisch   | 1:30,537 |
| 3     | AUT  | Doris Neuner        | 1:30,787 |
| 4     | GER  | Susi Erdmann        | 1:30,799 |
| 5     | AUT  | Angelika Neuner     |          |
| 6     | GER  | Sylke Otto          | 1:30,936 |
| 7     | GER  | Jana Bode           | 1:30,968 |

Weitere Reihenfolge
| Platz | Sportlerin              | Land |
| ----- | ----------------------- | ---- |
| 8     | Natalie Obkircher       | ITA  |
| 9     | Andrea Tagwerker        | AUT  |
| 10    | Cammy Myler             | USA  |
| 11    | Anna Orlova             | LVA  |
| 12    | Erica Terwillegar       | USA  |
| 13    | Pia Wedege              | NOR  |
| 14    | Irina Gubkina           | RUS  |
| 15    | Kathy Salmon            | CAN  |
| 16    | Natalja Jakuschenko     | UKR  |
| 17    | Iluta Gaile             | LVA  |
| 18    | Debora Bergeson         | CAN  |
| 19    | Evija Šulce             | LVA  |
| 20    | Jodie Hayes             | CAN  |
| 21    | Renee Myers             | USA  |
| 22    | Diane Ogle              | AUS  |
|       | Zianabeth Shattuck-Owen | USA  |
| 24    | Michaela Dohnalová      | TCH  |
| 25    | Anne Abernathy          | ISV  |
| 26    | Anita Stocker           | CAN  |
| 27    | Angela Maria Paul       | NZL  |

## Einsitzer der Männer
| Platz | Land | Sportler       | Zeit     |
| ----- | ---- | -------------- | -------- |
| 1     | USA  | Wendel Suckow  | 1:32,094 |
| 2     | GER  | Georg Hackl    | 1:32,2   |
| 3     | ITA  | Wilfried Huber | 1:32,463 |

Weitere Reihenfolge
| Platz | Sportler             | Land |
| ----- | -------------------- | ---- |
| 4     | Norbert Huber        | ITA  |
| 5     | Armin Zöggeler       | ITA  |
| 6     | Robert Manzenreiter  | AUT  |
| 7     | Gerhard Gleirscher   | AUT  |
| 8     | Markus Prock         | AUT  |
| 9     | René Friedl          | GER  |
| 10    | Oswald Haselrieder   | ITA  |
| 11    | Duncan Kennedy       | USA  |
| 12    | Sergei Danilin       | RUS  |
| 13    | Markus Schmidt       | AUT  |
| 14    | Harington Telford    | CAN  |
| 15    | Robert Pipkins       | USA  |
| 16    | Mikael Holm          | SWE  |
| 17    | Tim Wiley            | USA  |
| 18    | Agris Elerts         | LVA  |
| 19    | Oleg Jermolin        | RUS  |
| 20    | Aivis Švāns          | LVA  |
| 21    | Lars Trapp           | GER  |
| 22    | Anders Söderberg     | SWE  |
| 23    | Eduard Burmistrow    | RUS  |
| 24    | Yuji Sasaki          | JPN  |
| 25    | Oliver Michalsky     | CAN  |
| 26    | Arlan Delisle        | CAN  |
| 27    | Manfred Heinzelmaier | BEL  |
| 28    | Bengt Walden         | SWE  |
| 29    | Tyler Seitz          | CAN  |
| 30    | Pablo García Muñoz   | ESP  |
| 31    | Reto Gilly           | CHE  |
| 32    | Jozef Škvarek        | SVK  |
| 33    | Luboš Jíra           | TCH  |
| 34    | Juris Vovčoks        | LVA  |
| 35    | Frédéric Bertrand    | FRA  |
| 36    | Martin Sýkora        | TCH  |
| 37    | Stefan Doktor        | SVK  |
| 38    | Ihor Urbanskyj       | UKR  |
| 39    | Kyle Heikkila        | ISV  |
| 40    | Ian Whitehead        | GBR  |
| 41    | Grant Paul           | NZL  |
| 42    | Paul Kingston        | IRL  |
| 43    | Bill Balme           | NZL  |
| 44    | Terry Paul           | NZL  |
| 45    | Adam Cook            | NZL  |
| DNF   | Keith Yandell        | GBR  |
| DSQ   | Mathias Ehrlund      | SWE  |

## Doppelsitzer der Männer
| Platz | Land | Sportler                      | Zeit     |
| ----- | ---- | ----------------------------- | -------- |
| 1     | GER  | Stefan Krauße, Jan Behrendt   | 1:29,850 |
| 2     | ITA  | Hansjörg Raffl, Norbert Huber | 1:30,017 |
| 3     | ITA  | Kurt Brugger, Wilfried Huber  | 1:30,149 |
| 4     | GER  | Yves Mankel, Thomas Rudolph   | 1:30,561 |

Weitere Reihenfolge
| Platz | Sportler                             | Land |
| ----- | ------------------------------------ | ---- |
| 5     | Albert Demtschenko, Alexei Selenski  | RUS  |
| 6     | Ioan Apostol, Constantin-Liviu Cepoi | ROU  |
| 7     | Tobias Schiegl, Markus Schiegl       | AUT  |
| 8     | Chris Thorpe, Gordon Sheer           | USA  |
| 9     | Robert Gasper, Clay Ives             | CAN  |
| 10    | Lewan Tibilow, Kacha Wachtangashwili | GEO  |
| 11    | Aivars Polis, Roberts Suharevs       | LVA  |
| 12    | Danil Tschaban, Andrej Klementjew    | RUS  |
| 13    | Ihor Urbanskyj, Andriy Mukhin        | UKR  |
| 14    | Joe Barile, Bill Tavares             | USA  |
| 15    | Juris Vovčoks, Aivis Švāns           | LVA  |
| 16    | Sergej Abramow, Igor Lawrow          | RUS  |
| 17    | Mark Grimmette, Jonathan Edwards     | USA  |
| 18    | Martin Sýkora, Luboš Jíra            | TCH  |

## Teamwettbewerb
| Platz | Land     | Sportler                                                                                               | Punkte |
| ----- | -------- | --- | ------ |
| 1     | GER      | Georg Hackl René Friedl Gabriele Kohlisch Susi Erdmann Stefan Krauße Jan Behrendt                      | 137    |
| 2     | AUT      | Robert Manzenreiter Markus Prock Angelika Neuner Doris Neuner Tobias Schiegl Markus Schiegl            | 136    |
| 3     | ITA      | Arnold Huber Gerhard Plankensteiner Natalie Obkircher Gerda Weißensteiner Hansjörg Raffl Norbert Huber | 133    |
| 4     | USA      | | 125    |
| 5     | Kanada   | | 101    |
| 6     | Lettland | | 100    |

Weitere Reihenfolge
| Platz | Land                        |
| ----- | --------------------------- |
| 7     | Tschechien                  |
| 8     | Neuseeland                  |
| 9     | Ukraine                     |
| 10    | Jungferninseln / Frankreich |
| DSQ   | Russland                    |
| DSQ   | Belgien / Georgien          |

## Medaillenspiegel
| Platz | Land               | Gold | Silber | Bronze | Gesamt |
| ----- | ------------------ | ---- | ------ | ------ | ------ |
| 1     | Deutschland        | 2    | 2      | 0      | 4      |
| 2     | Italien            | 1    | 1      | 3      | 5      |
| 3     | Vereinigte Staaten | 1    | 0      | 0      | 1      |
| 4     | Österreich         | 0    | 1      | 1      | 2      |